# Le Val-Larrey
Ne doit pas être confondu avec la commune Larrey.
Le Val-Larrey est une commune nouvelle française résultant de la fusion des communes de Bierre-lès-Semur et Flée le 1er janvier 2019, située dans le département de la Côte-d'Or en région Bourgogne-Franche-Comté.

## Géographie
La commune est traversée par l'autoroute A6 et l'échangeur n°23 (Bierre-lès-Semur) s'y trouve. Le lac de Pont est en limite communale au nord-est.

### Climat
Pour des articles plus généraux, voir Climat de la Bourgogne-Franche-Comté et Climat de la Côte-d'Or.
En 2010, le climat de la commune est de type climat des marges montargnardes, selon une étude du Centre national de la recherche scientifique s'appuyant sur une série de données couvrant la période 1971-2000. En 2020, Météo-France publie une typologie des climats de la France métropolitaine dans laquelle la commune est exposée à un climat océanique altéré et est dans la région climatique Lorraine, plateau de Langres, Morvan, caractérisée par un hiver rude (1,5 °C), des vents modérés et des brouillards fréquents en automne et hiver.
Pour la période 1971-2000, la température annuelle moyenne est de 10 °C, avec une amplitude thermique annuelle de 16 °C. Le cumul annuel moyen de précipitations est de 968 mm, avec 13,3 jours de précipitations en janvier et 8,9 jours en juillet. Pour la période 1991-2020, la température moyenne annuelle observée sur la station météorologique de Météo-France la plus proche, « Semur En Auxois_sapc », sur la commune de Semur-en-Auxois à 6 km à vol d'oiseau, est de 11,2 °C et le cumul annuel moyen de précipitations est de 778,0 mm,. Pour l'avenir, les paramètres climatiques de la commune estimés pour 2050 selon différents scénarios d'émission de gaz à effet de serre sont consultables sur un site dédié publié par Météo-France en novembre 2022.

## Urbanisme

### Typologie
Au 1er janvier 2024, Le Val-Larrey est catégorisée commune rurale à habitat très dispersé, selon la nouvelle grille communale de densité à 7 niveaux définie par l'Insee en 2022.
Elle est située hors unité urbaine. Par ailleurs la commune fait partie de l'aire d'attraction de Semur-en-Auxois, dont elle est une commune de la couronne,. Cette aire, qui regroupe 54 communes, est catégorisée dans les aires de moins de 50 000 habitants,.

## Histoire
La commune est créée au 1er janvier 2019 par un arrêté préfectoral du 21 novembre 2018.

## Politique et administration

### Liste des maires
| Période                                  | Période  | Identité      | Étiquette | Qualité |
| ---------------------------------------- | -------- | ------------- | --------- | ------- |
| Les données manquantes sont à compléter. |          |               |           |         |
| 2020                                     | En cours | Samuel Galaud |           |         |

## Démographie
| Nom              | Code Insee | Intercommunalité       | Superficie (km2) | Population (dernière pop. légale) | Densité (hab./km2) |
| ---------------- | ---------- | ---------------------- | ---------------- | --------------------------------- | ------------------ |
| Flée (siège)     | 21272      | CC des Terres d'Auxois | 11,74            | 168 (2016)                        | 14                 |
| Bierre-lès-Semur | 21073      | CC des Terres d'Auxois | 8,28             | 97 (2016)                         | 12                 |

## Culture locale et patrimoine

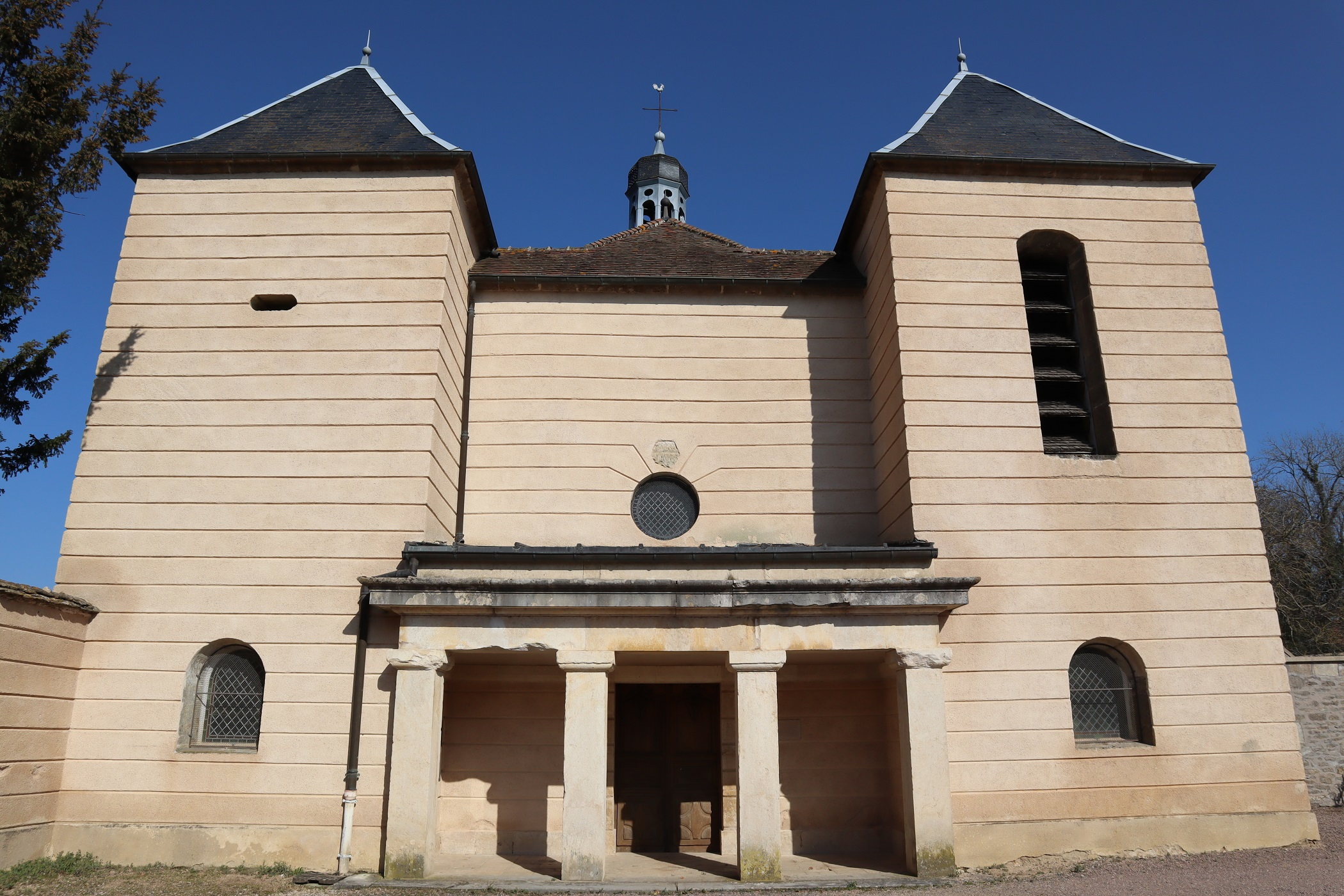
L'église de Bierre-lès-Semur.

### Lieux et monuments
- Château de Flée, inscrit au titre des monuments historiques en 1983[12] du XVIIIe siècle avec un escalier monumental et la terrasse qui ouvre sur le parc.
- Château de Bierre, inscrit au titre 1946, construit sans doute par Marc-Antoine Chartraire de Montigny vers 1749, propriétaire de l'Hôtel Chartraire de Montigny à Dijon, ou selon Claude Courtépée en 1775/1785[13]. Il fut ensuite la propriété du mathématicien Gaspard Monge, comte de Péluse, puis de son ami le comte Étienne Heudelet de Bierre, général d'Empire.
- L'église Saint-Léonard de Bierre-lès-Semur, inscrite au titre des monuments historiques en 1987[14].
- Église Saint-Symphorien de Flée qui possède des peintures et des vitraux classés.

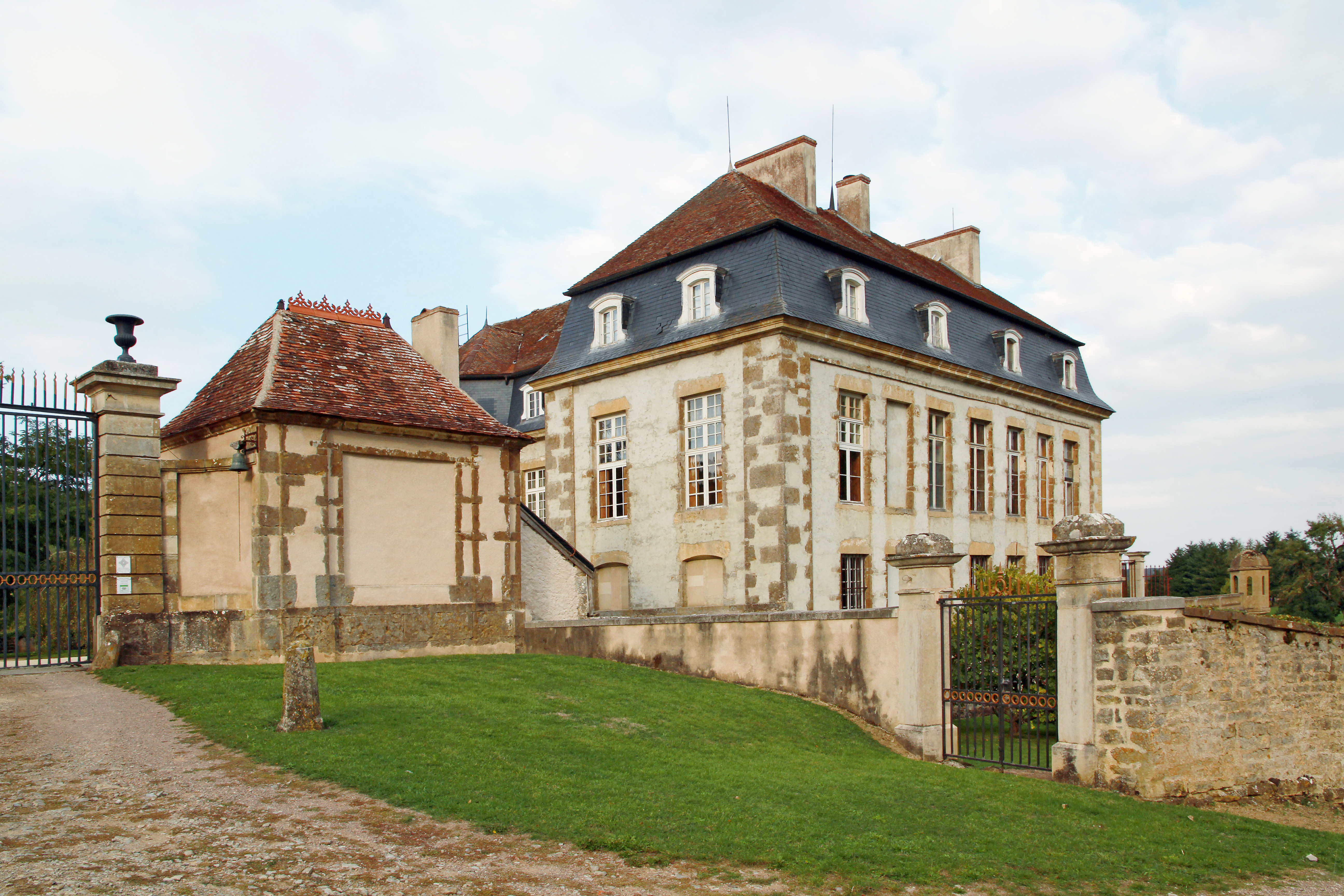
Château de Flée XVIIIe.
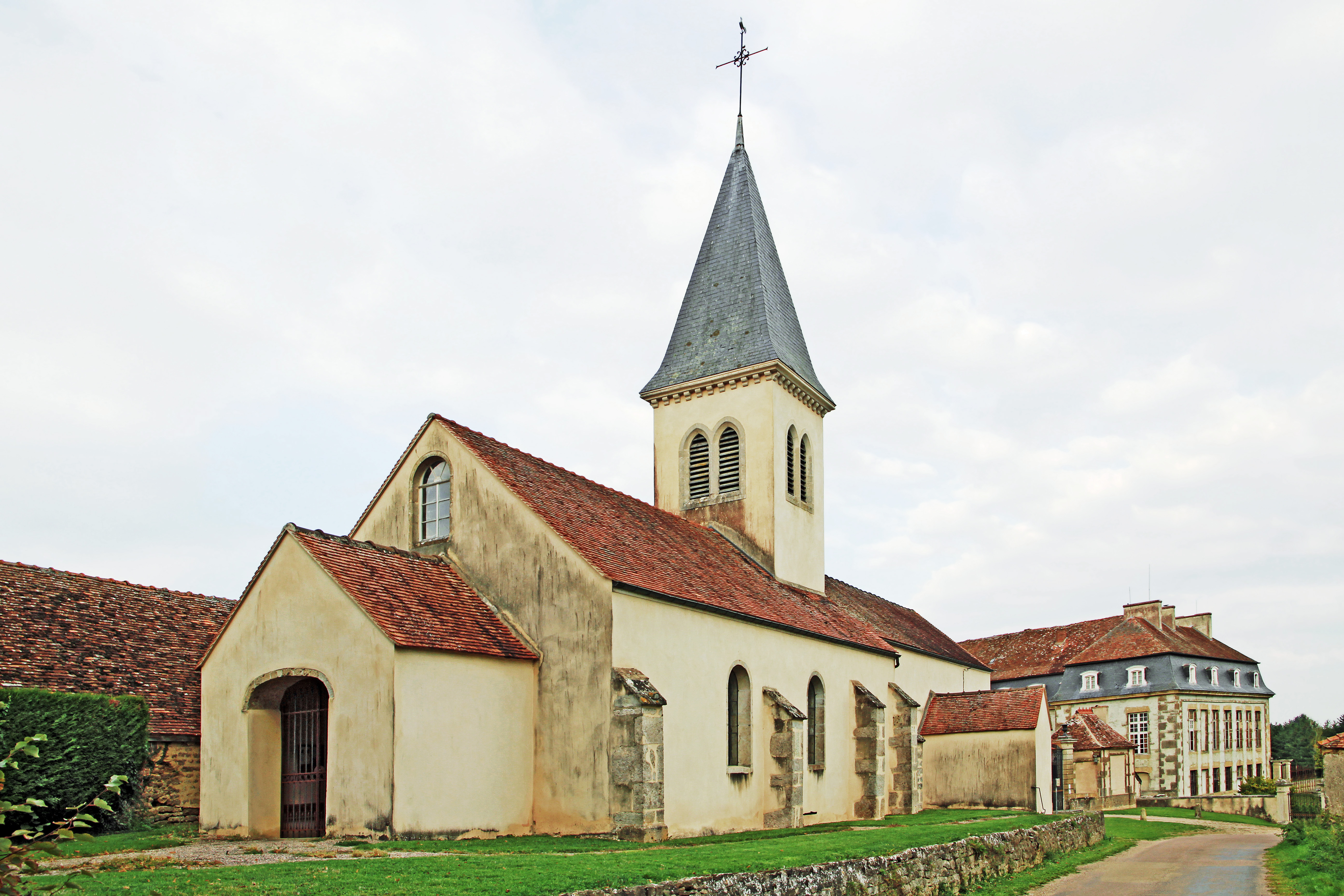
Église Saint-Symphorien de Flée.
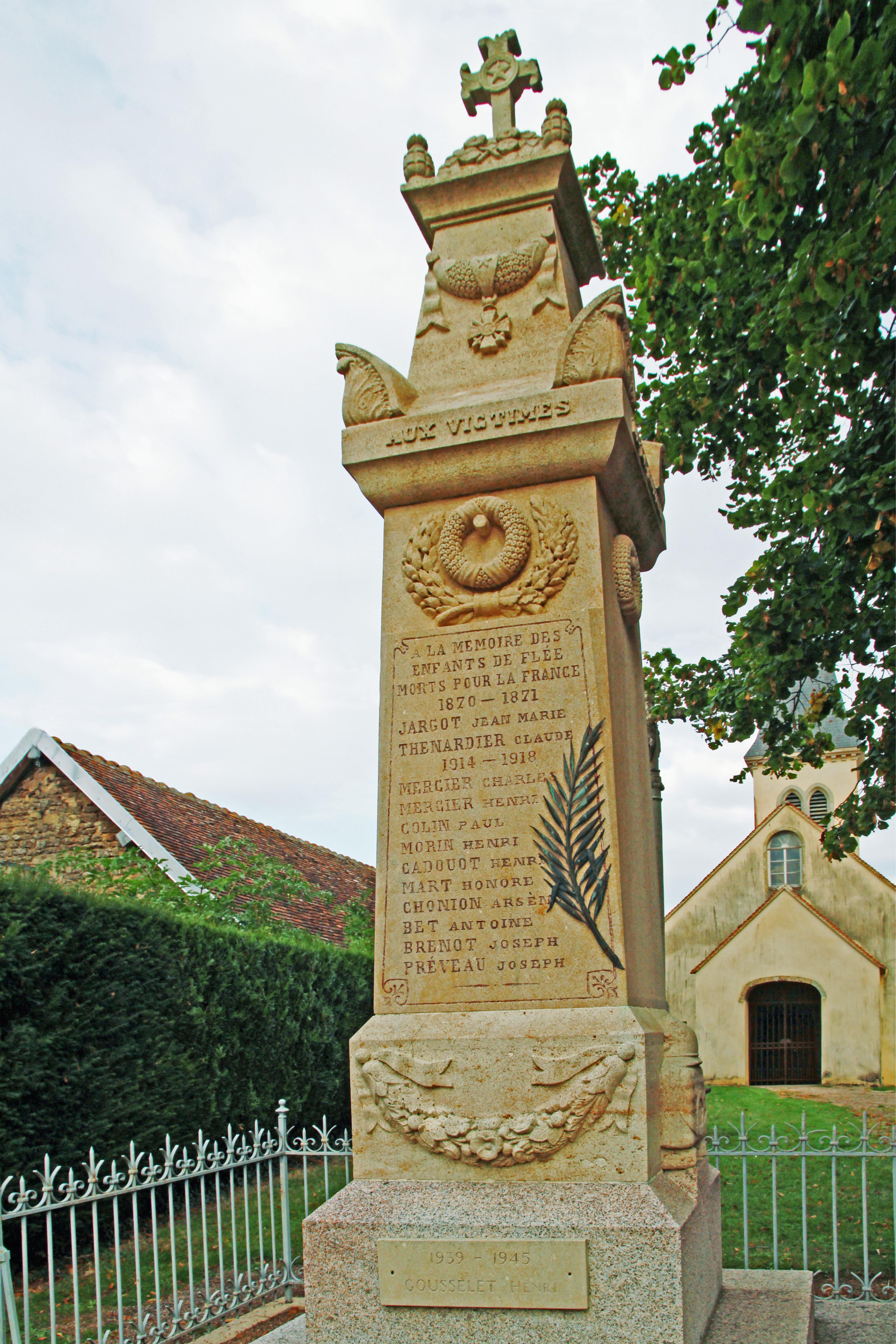
Monument aux morts de Flée.

### Personnalités liées à la commune
- Gaspard Monge, mathématicien, a résidé au château de Bierre.
- Étienne Heudelet de Bierre, général d'Empire, conseiller général du canton de Précy-sous-Thil.